# Mbhazima Shilowa
Mbhazima Samuel (Sam) Shilowa (* 30. April 1958 in Olifantshoek) ist ein südafrikanischer Politiker. Er ist stellvertretender Vorsitzender der Partei Congress of the People (COPE) und Mitglied des südafrikanischen Parlaments. Bis Oktober 2008 gehörte er dem African National Congress (ANC) an und von 1999 bis 2008 war er Premierminister der Provinz Gauteng.

## Rolle in der Gewerkschaftsbewegung
1981 trat Shilowa der Gewerkschaftsbewegung bei, setzte sich in der Folge als gewerkschaftlicher Repräsentant im Betrieb für bessere Arbeitsbedingungen ein und trat für die Rechte seiner Kollegen ein. Shilowa machte in der Gewerkschaftsbewegung Karriere und wurde zum stellvertretenden Vorsitzenden und später zum Vorsitzenden der South African Transport and Allied Workers Union gewählt.
Im Gründungsprozess des südafrikanischen Gewerkschafts-Dachverbands Congress of South African Trade Unions (COSATU) im Jahr 1985 spielte Shilowa eine wichtige Rolle und er wurde zum stellvertretenden Vorsitzenden des Verbands in Gauteng gewählt. Sein weiterer Aufstieg führte ihn auf die Position des stellvertretenden Generalsekretärs 1991 und des Generalsekretärs 1993. Diesen Posten musste er 1999 mit seiner Wahl zum Premierminister aufgeben.

## Politischer Werdegang
Shilowa wurde 1991 ins Zentralkomitee der South African Communist Party gewählt. 1997 wurde er Mitglied des ANC und im selben Jahr auch Mitglied des National Executive Committee (NEC) dieser Partei. Am 15. Juni 1999 wurde er zum Premierminister der Provinz Gauteng gewählt. Kurz nach dem Rücktritt von Präsident Thabo Mbeki, reichte auch Shilowa seinen Rücktritt als Premierminister ein. Paul Mashatile folgte ihm im Amt des Premierministers nach. Shilowa gab später auch sein Parteibuch zurück und gab seine Unterstützung für die Bestrebungen Mosiuoa Lekotas zur Gründung einer neuen Partei bekannt.
Auf der Gründungsversammlung der Partei Congress of the People (COPE) in Bloemfontein am 16. Dezember 2008 wählten die etwa 4000 Delegierten Mbhazima Shilowa zum stellvertretenden Parteivorsitzenden. Die offizielle Registrierung als Partei und Anerkennung als solche durch die Independent Electoral Commission (IEC) erfolgte am 19. Dezember 2008.